# MILC

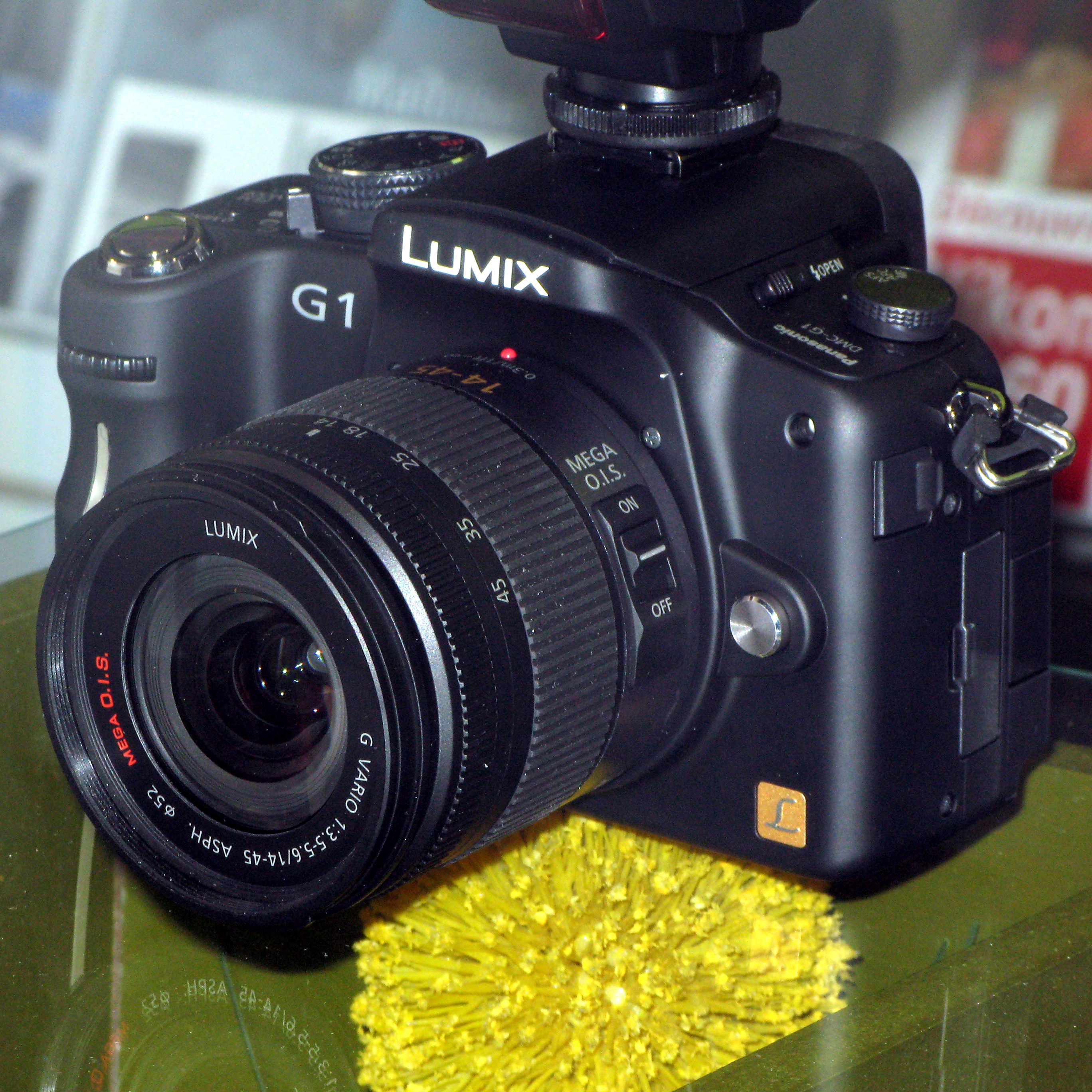
Panasonic Lumix DMC-G1, primera càmera mirrorless.

Les càmeres MILC (Mirrorless Interchangeable Lens Camera) o simplement mirrorless són una família de càmeres digitals fotogràfiques orientades a l'aficionat avançat per les seves prestacions. Se les diferencia de les càmeres compactes per la possibilitat d'intercanviar l'objectiu, i de les càmeres rèflex digitals perquè no tenen visor rèflex, cosa que redueix considerablement el seu volum i pes. La novetat de les mirrorless és la manera com són concebudes: eliminen la part que les DSLR han heretat del sistema analògic i se centren en la part electrònica. Els experts es pregunten si les càmeres mirrorless acabaran substituint les càmeres rèflex.

## Denominacions
Les càmeres mirrorless tenen una gran varietat de denominacions a causa de la seva recent aparició als mercats, motiu pel qual encara no s'ha estandarditzat. Alguns noms que reben habitualment són:
- Càmeres CSC (Compact System Camera)
- MSC (Mirrorless System Camera)
- DSLM (Digital Single Lens Mirrorless)
- EVIL (Electronic Viewfinder with Interchangeable Lens, és a dir: càmeres de "visor electrònic amb lents intercanviables"). Aquesta última no es refereix exactament al mateix, ja que poden haver-hi càmeres mirrorless sense visor electrònic.

## Característiques

### Muntura i objectius
La muntura que s'ha dissenyat per les càmeres mirrorless quatre terços és única i contempla la possibilitat d'intercanviar objectius, però només entre càmeres d'aquest sistema (amb l'excepció de la Pentax K). Tot i així, se'ls pot afegir tots els objectius existents d'altres sistemes incorporant un adaptador.
A l'haver eliminat tot el sistema de miralls de les càmeres rèflex, els fabricants han aconseguit reduir la mida tant del cos com dels objectius dissenyats expressament per aquest sistema de càmeres.

### Mida del sensor i qualitat
Tradicionalment, les càmeres compactes sempre havien tingut una mida de sensor aproximadament quatre vegades més petita que les DSLR i, com a conseqüència, la seva qualitat és molt inferior. Però les mirrorless se'n diferencien per conservar un sensor de gran mida, i per tant, poden aconseguir una qualitat igual a les rèflex.

### Tipus de visor
L'eliminació del sistema de miralls a les càmeres mirrorless també comporta la del visor rèflex. El visor rèflex, a diferència d'altres visors, permet visualitzar exactament la mateixa escena que serà capturada sobre el sensor gràcies a un mirall, que dirigeix la llum que entra per l'objectiu cap al visor, per on el fotògraf observa l'escena. Davant d'aquest problema, alguns fabricants han optat per eliminar el visor i utilitzar la pantalla per la composició de fotografies (com la majoria de càmeres compactes), i altres, pels visors electrònics. Els visors electrònics són pantalles digitals com les de qualsevol càmera però més petites i amb major resolució. La informació que proporcionen es processa de manera electrònica en comptes d'òptica (com a les rèflex), i això fa que els falti certa immediatesa. Conscient d'aquesta mancança, Fujifilm va crear un visor híbrid que combina els avantatges de l'òptic i l'electrònic pel model X100 (i més tard també per la X-Pro1, de gamma professional).

### Gravació de vídeo
Gràcies a la popularització de les càmeres rèflex digitals, i sobretot a les mirrorless, la possibilitat de gravar vídeo d'alta qualitat (amateur) ha arribat a les mans de tothom. L'avantatge que suposen les mirrorless en comparació a les rèflex és que es pot gravar a través del visor, mentre que en les altres només es pot utilitzar la pantalla, fet que presta incomoditat en situacions de molta llum.

## Noves tecnologies

### IBIS
Mentre que les tècniques d'estabilització d'imatge (Image Stabilization - IS) han estat present en lents anteriorment, sobretot en aquelles de gran distància focal, les càmeres mirrorless han incorporat noves tecnologies que compten amb estabilització pròpia dins la càmera. Aquest tipus de correcció s'aconsegueix a través d'un sistema d'eixos que permeten moure lleugerament el sensor per tal de contrarestar el moviment o vibració involuntària a l'hora de fer fotografies o gravar a mà alçada. De fet, fins i tot algunes empreses com Olympus combinen el sistema tradicional de IS en les lents juntament amb un propi en el cos de la càmera, aconseguint així un sistema de cinc eixos, que n'inclou dos de rotació, que permet a l'operador aconseguir imatges nítides i vídeos fluids.

### Obturador silenciós
Una característica comuna últimament és la presència d'obturadors electrònics. Tanmateix, això requereix potència en el sensor i, lamentablement, la gran majoria no sobrepassa velocitats més ràpides que 1/60 de segon, de manera que és necessària la presència d'un obturador físic per a poder treballar en aquelles situacions que requereixin una velocitat d'obturació realment curta.

### Autofocus continu
L'habilitat d'una càmera amb autofocus de reenfocar enmig d'una ràfega de fotografies amb la mateixa exposició és quelcom que últimament només hem pogut apreciar en DSLRs professionals. Tot i així, a causa de la limitada velocitat d'obturació a causa del sistema de miralls dins la càmera, aquest tipus de ràfegues s'han vist limitades a unes 6 fotografies per segon.
Tot i que la velocitat d'autofocus ha estat el tendó d'Aquil·les per les càmeres mirrorless, alguns fabricants han aconseguit tecnologies que permeten escalar aquesta xifra fins a nombres com 18 fotogrames per segon amb l'obturador electrònic o 10 fps amb el mecanisme físic.

### HDR
Moltes de les càmeres actuals ofereixen de sèrie un sistema de alt rang dinàmic (High Dynamic Range) tant en el mode de fotografia com, en alguns casos, vídeo. En aquest mode, la càmera pren un seguit de fotografies a diferents exposicions que donaran peu a una sola imatge d'alt rang dinàmic.

### Unió de focus
Moltes de les càmeres actuals també ofereixen la possibilitat d'enregistrar imatges aparentment amb un infinita profunditat de camp. De fet, alguns fabricants ofereixen sistemes RAW que permeten canviar el punt de focus o l'afecte de profunditat de camp. Tot això s'aconsegueix a través de la unió de diverses fotografies preses a diferents profunditats de camp que en donen peu a una de sola.

### Pantalla tàctil
La pantalla tàctil no és una característica única d'aquest tipus de càmeres, però si que es veritat que en els cossos més lleugers és més fàcil oferir una pantalla tàctil abatible o inclinable. Aquesta eina ofereix una manera revolucionaria de controlar tant els mecanismes com moure's pels menús de la càmera.

## Història
2004-2008. La categoria va començar amb Epson R-D1 (publicat el 2004), seguit per Leica M8 (llançat el setembre del 2006, la qual no és exactament “mirrorless” sinó una càmera de telèmetre, un sistema de centrat que es remunta a 1933 i al llançament de la Leica III, un desenvolupament de la Leica II de 1932) i després del “sistema micro quatre terços”, la primera càmera va ser Panasonic Lumix DMC-G1, llançada a l'octubre del 2008 al Japó.
2009-2010. Un disseny més radical fou el Ricoh GXR (novembre del 2009), la qual no compta amb lents intercanviables però si unitats de lents intercanviables-. Una unitat segellada de lents i sensor.Aquest disseny és similar però diferent al MILCs, i fins ara ha rebut tota mena de critiques, principalment a causa dels costos; A partir del 2012 el disseny no ha estat copiat.
Després de la introducció al sistema micro quatre terços, diverses càmeres van ser llançades per Panasonic i Olympus, amb la Olympus PEN E-P1 (anunciada el juny de 2009) sent la primera en una mida compacte (portable a la butxaca amb una petita lent). El Samsung NX10 (annunciat el gener del 2010) va ser la primera càmera que no va usar el sistema de micro quatre terços – més aviat una nova lent de muntatge patentada (Samsung NX-mount). La Sony Alpha NEX-3 i NEX-5 (anunciada el 14 de maig del 2010 pel llançament del juny del 2010) va veure la entrada de Sony al mercat, de nou amb una nova lent de muntatge patentada (the Sony E-mount), i encara que amb els adaptadors LA-EA1 i LA-EA2 pel llegat de Minolta A-mount.
2011. al juny de 2011, van anunciar la càmera Pentax “Q” MILC amb lent intercanviable i el sistema de lents “Q-mount”. La sèrie original de Q va oferir un sensor de CMOS de 12.4 megapíxels i 1 / 2.3 polzades més petit. El Q7, introduït el 2013, compte amb un sensor CMOS d'1 / 1,7 polzades una mica més gran amb el mateix nombre de megapíxels.
El setembre del 2011, Nikon va anunciar el seu sistema de Nikon 1, el qual consistia en Nikon 1 J1 i Nikon 1 V1 càmeres i lents. El VI compta amb un visor electrònic.
2012. La Fujifilm X-Pro1, anunciada el gener de 2012, va ser la primera MILC sense telèmetre amb un sistema incorporat en el visor òptic. El seu visor híbrid superposava la informació electrònica, incloent el canvi de “framelines” per compensar el “parallax”. El seu successor del 2016, el X-Pro2, compta amb una versió actualitzada d'aquest visor.
Més enllà de l'interès dels consumidors, “mirrorless” ha creat un interès significatiu en els fabricants de càmeres, donant potencial per ser una alternativa en el mercat de les càmeres de gamma alta. De manera significativa, MILCs té menys parts mòbils que les rèflexs digitals, i són més electròniques, ja que juga amb els punts forts dels fabricants electrònics (com per exemple Panasonic, Samsung, Sony), alhora que soscava l'avantatge que els fabricants de càmeres existents tenen una enginyeria mecànica de precisió.
Nikon va anunciar la sèrie Nikon 1 amb un sensor de 1 “, el 21 de setembre de 2011. Va ser una MILC d'alta velocitat que segons Nikon fou catalogada com a càmera amb l'enfocament automàtic més ràpida del món. Avui dia segueix tenint la velocitat més ràpida del món de tir (60fps) entre totes les càmeres amb lents intercanviables que inclouen les  DSLRs. Canon va ser l'últim dels principals fabricants de rèflex digitals, anunciant la Canon EOS M el 2012 amb un sensor APS-C i 18 mm de distància de registre similar a la utilitzada per NEX. 
En un termini més llarg Olympus va decidir que la càmera MILC hauria de substituir DSLRs per complet en algunes categories, ja que el gerent del producte “Olympus America’s DSLR” va especular que al 2012, “Olympus DSLRs” hauria de ser mirrorless, encara que segueixi utilitzant el Sistema Quatre Terços (no Micro Quatre terços).
A partir del maig del 2010, els preus de la càmera de lents intercanviables fou a nivell d'entrada comparable, o fins i tot més alt, al de les rèflex digitals. Als Estats Units de 550$ a 800$, significativament més alta que les càmeres de gamma alta. Al maig de 2011, els preus es van estabilitzar fins a ser més baixos que les reflex digitals.
El 2011 Sony va anunciar estadístiques de vendes al setembre del 2012, que va mostrar que les càmeres MILC tenien el 50% del mercat de lents intercanviables, el 18% a Europa i un 23% a tot el món. Des d'aquest moment Nikon a entrat al mercat de mirrorless, entre altres entrades.
2013. En un món on baixa la tendència del mercat de les càmeres, mirrorless va sofrir, però no gaire i va poder ser compensada amb l'augment del voltant del 12% de les vendes del 2013 al Japó. Segons fonts del sector japonès de la fotografia, mirrorless compon més del 11,2% de les càmeres amb objectius intercanviables subministrades a Europa ens els primers nou mesos del 2013, i el 10,5% als Estats Units en el mateix període.
2015. al 2015 les estadístiques mostren que les vendes globals de càmeres han caigut a un terç des de 2010, a causa de les càmeres compactes dels telèfons mòbils amb capacitat.
2016. 2016 Olympus corporation va anunciar la introducció del seu OM-D E-M1 Mark II, un successor tan esperat per al model Mark I. El model Mark II conserva un sensor d'imatge 4/3 micro de 17.3x13 mm amb 20,4 resolució MP i representa una nova generació de càmeres MILC amb i en molts aspectes superior a la de les càmeres DSLR.